# Villa Baruzziana
Villa Baruzziana, in passato detta L'Eliso,  è una villa in stile neoclassico situata sul colle dell'Osservanza, fuori Porta San Mamolo a Bologna. Venne costruita nel 1836 su disegno dallo scultore Cincinnato Baruzzi, che vi visse con la moglie Carolina Primodì. Al suo interno sono ospitate sia opere del Baruzzi che riproduzioni del Canova. Oggi è sede di un istituto di cura privato.

## Storia
La villa prende il nome dallo scultore Cincinnato Baruzzi che la fece costruire sul "Monticello", là dove sorgeva un preesistente casino del conte Segni. Già nel 1833 Baruzzi vi aveva fatto installare un semplice padiglione, destinato ad ospitare il cosiddetto "terzo calco" delle Tre Grazie ereditato dal Baruzzi assieme ad altri cimeli dal suo maestro Antonio Canova.
Per ampliamenti successivi, nel corso del tempo prese forma l'Eliso, una fastosa villa con parco, completata tra il 1853 e il 1869 da una imponente facciata.
Nel 1849 l'Eliso venne requisito dagli imperiali e trasformato in piazzaforte militare. Durante l'assedio di Bologna fu danneggiato e saccheggiata di molte delle opere d'arte conservate all'interno. Nel l'periodo postunitario lo scultore fu epurato per i suoi legami col passato regime.
Alla morte di Baruzzi, nel 1878, la villa divenne di proprietà del Comune di Bologna per lascito testamentario, con la clausola dell'istituzione di un premio per gli scultori. Come riporta Angela Pierro, lo scultore avrebbe accarezzato l'idea di trasformarla in una casa-museo, al pari di quella di Canova a Possagno.
La villa fu venduta al conte Enrico Casalini nel 1882. In seguito divenne una casa di cura diretta dal professore e scienziato di nota fama Vincenzo Neri. La casa di cura prese il nome di "Villa Baruzziana".
Durante la prima guerra mondiale la posizione strategica della villa non passo' inosservata. Per via dei grandi progressi dell'aeronautica e l'aumento del pericolo di bombardamenti dal cielo da parte di aeroplani e dirigibili austriaci, a Villa Baruzziana furono installate batterie di cannoni per la difesa contraerea.
Nel 1924 vi soggiornò Emanuel Carnevali.

## Architettura
La villa, costruita in stile neoclassico, si eleva per quattro piani. La facciata, a doppio volume, è opera dall'architetto Enrico Brunetti Rodati (1813-1859). Al suo interno, tra le numerose sale si ricorda il grande salone da ballo, a forma di anfiteatro, e la cappella. Al piano nobile, due terrazze si aprono sul panorama. La villa era dotata anche di un grande parco, di cantine e di una ghiacciaia.